# 日本消防設備安全センター
一般財団法人日本消防設備安全センター（にほんしょうぼうせつびあんぜんセンター）は、1975年（昭和50年）8月1日に、消防用設備等の点検業務に携わる消防設備点検資格者の養成及び消防用設備・機器の品質性能の確保向上を図るための認定・評定という二つの業務を柱として、自治大臣の許可を得て設立された。平成25年4月の一般財団法人への移行を経て、現在に至る。消防を取り巻く情勢の変化に柔軟に対応しつつ、消防防災に係る各種の事業に取り組んでいる。

## 概要
消防設備点検資格者、防火対象物点検資格者、防災管理点検資格者、自衛消防活動中核要員等を養成するための各種講習や消防防災用設備機器の認定・性能評定、特殊消防用設備等の性能評価、消防防災製品等の推奨、さらに消防防災情報通信システムの調査設計、消防防災に関する国際協力、調査研究、違反是正支援、各種出版物の刊行、都道府県消防設備協会及び消防防災事業団体との連絡協調等、多岐にわたる事業を実施している。

## 沿革
- 1975年（昭和50年）　8月　自治大臣許可（第566号）により設立
- 1975年（昭和50年）11月 消防設備点検資格者講習の開始
- 1976年（昭和51年）12月　消防防災用設備機器の認定業務の開始
- 1978年（昭和53年）11月　ISO（国際標準化機構）TC21（消防機器委員会）関連業務の開始
- 1980年（昭和55年）　7月　大阪出張所開設
- 1981年（昭和56年）　4月　防災行政無線通信施設調査設計受託業務の開始
- 1982年（昭和57年）　8月　消防防災用設備等の性能評定業務の開始
- 1984年（昭和59年）　8月　消防設備保守関係者理事長表彰の開始
- 1986年（昭和61年）　3月　消防防災システム評価業務の開始
- 1986年（昭和61年）　6月　消防緊急通信指令施設の調査設計業務の開始
- 1986年（昭和61年）12月　地下街防火・安全計画評定業務の開始
- 1987年（昭和62年）　2月　国際消防協力コンサルタント業務の開始
- 1991年（平成　3年）　5月　消防用設備等点検済表示制度の開始
- 1991年（平成　3年）　7月　住宅防火対策推進協議会関連業務の開始
- 1991年（平成　3年）10月　住宅用防災機器等推奨業務の開始
- 1992年（平成　4年）　2月　消防緊急通信指令施設高度化調査の実施
- 1993年（平成　5年）　6月　総合操作盤評価業務の開始
- 1993年（平成　5年）11月　可搬消防ポンプ等整備資格者講習の開始
- 1995年（平成　7年）　5月　ガス系消火設備等評価業務の開始
- 1995年（平成　7年）　6月　防災製品PLセンターの設置
- 1996年（平成　8年）　4月　海外消防情報センター事務局の設置
- 1996年（平成　8年）　7月　航空消防防災に関する調査研究の開始
- 1997年（平成　9年）　4月　消防防災用設備等研究基金の設置
- 1997年（平成　9年）　9月　総合消防防災システムガイドラインに基づく評価の開始
- 2000年（平成12年）　1月　ISO／IECガイド65の認定を取得
- 2000年（平成12年）10月　消防IT研究推進協議会の設置
- 2001年（平成13年）　7月　建設コンサルタント業務の開始
- 2002年（平成14年）　4月　違反是正支援センターの設置
- 2003年（平成15年）　1月　防火対象物点検資格者講習の開始
- 2003年（平成15年）　2月　消防防災事業団体連絡協議会の発足
- 2004年（平成16年）　6月　特殊消防用設備等の性能評価業務の開始
- 2005年（平成17年）　8月　消防防災製品等推奨制度の開始
- 2008年（平成20年）12月　自衛消防業務講習の開始
- 2008年（平成20年）12月　防災管理点検資格者講習の開始
- 2013年（平成25年）　4月　一般財団法人へ移行
- 2014年（平成26年）10月　消防防災関係者向け会員制WEBサイト消防交流広場開設
- 2015年（平成27年）　8月　設立40周年
- 2020年 (令和2年) 7月 消防会館建て替えに伴う東京本所の仮移転

## 組織

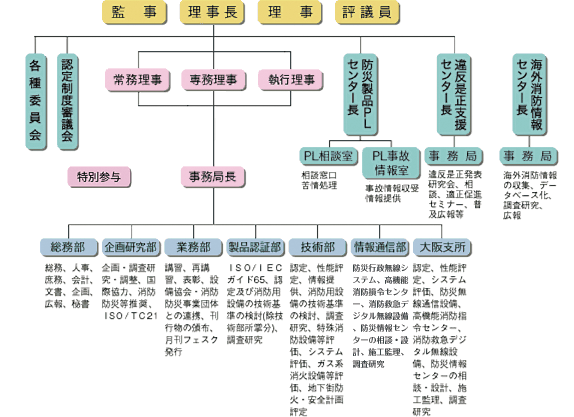
日本消防設備安全センター組織図

### 役員（常勤）
- 理事長：西藤公司
- 専務理事：鈴木康幸
- 常務理事：青木浩
- 執行理事：板東正樹

2025年（令和7年）6月17日現在

### 所在地

#### 東京本所
〒105-0003　東京都港区西新橋3丁目7-1　ランディック第２新橋ビル

#### 大阪支所
〒542-0081　大阪市中央区南船場3丁目11番18号　郵政福祉心斎橋ビル内

#### 名古屋事務所
〒460-0008　名古屋市中区栄1-23-13 伏見ライフプラザ6階

### 主な資格
- 独立行政法人国際協力機構のコンサルタントとして登録(昭和63年7月11日　762／JICA)
- ISO/IECガイド65における製品認証機関として登録（平成12年1月26日　C324／RvA(オランダ))
- 建築事務所として登録(平成12年8月20日第12537号/東京都知事　平成12年9月7日(イ)第18639号大阪府知事)
- 建設コンサルタント(電気・電子部門)として登録(平成13年7月31日建13第7273号／国土交通省関東地方整備局)
- 特殊消防用設備等の性能評価を行う登録検定機関として登録(平成16年5月31日総務省令第90号登録第1号/総務大臣)
- 消防用設備機器の登録認定機関として登録(平成16年9月17日総務省令第116号登録第1号/総務大臣)
- 消防設備点検資格者講習の登録講習機関として登録(平成16年9月17日総務省令第117号登録第1号／総務大臣、平成25年4月1日からは消防庁長官)
- 防火対象物点検資格者講習の登録講習機関として登録(平成16年9月17日総務省令第114号登録第1号/総務大臣)
- 自衛消防業務講習の登録講習機関として登録（平成20年9月24日総務省令第105号登録第1号/総務大臣）
- 防災管理点検資格者講習の登録講習機関として登録（平成20年9月24日総務省令第105号登録第1号/総務大臣）

## 事業

### 講習
消防用設備等及び防火・防災の安全に係る専門技術者を養成するため、次のような講習を実施している。

#### 消防設備点検資格者講習
一定の防火対象物に設置されている消防用設備等や特殊消防設備等は、維持管理の徹底を図るため、定期的に点検し、その結果を管理権原者が消防機関に報告することとされている。消防用設備等の点検は高度で専門的な知識と技術を必要とするため、第1種（主として機械系統の設備）、第2種（主として電気系統の設備）及び特種（特殊消防用設備等）の消防設備点検資格者講習を消防庁長官の登録講習機関として全国各地で実施し、消防設備点検資格者を養成している。

#### 防火対象物点検資格者講習
一定の防火対象物については、用途の実態や消防計画に基づいた防火管理の実施状況等、火災予防に係る事項を定期的に点検し、その結果を管理権原者が消防機関に報告することとされている。この場合の点検は消防法令及び火災予防等に関する専門的な知識を有する防火対象物点検資格者が行うこととされていることから、総務大臣の登録講習機関として全国の主要都市で「防火対象物点検資格者講習」を実施し、資格者を養成している。

#### 防災管理点検資格者講習
大規模建築物等については、防災管理業務の実施状況を毎年1回定期的に防災管理点検資格者が点検し、その結果を管理権原者が消防機関に報告することとされている。この点検は、防災管理対象物の点検に関し必要な知識及び技能を修得した者等であることが求められていることから、総務大臣の登録講習機関として全国の主要都市で「防災管理点検資格者講習」を実施し、資格者を養成している。

#### 自衛消防業務講習
大規模建築物等については、自衛消防業務講習の修了者等を統括管理者及び本部隊の各班の班長として配置した自衛消防組織の設置が義務づけられている。自衛消防組織は、一定の設備・資機材等を備え、地震や火災等の発生時において、初期消火、消防機関への通報、在館者の避難誘導など、火災等の被害の軽減のために必要な業務を行う組織である。この自衛消防組織の業務を統括する要員は必要な学識経験を有すると認められるものであることが求められることから、全国の主要都市で「自衛消防業務講習」を実施し、統括管理者及び本部隊の班長等となるための要員を養成している。

#### 可搬消防ポンプ等整備資格者講習
消防機関、消防団、自主防災組織、防火対象物、危険物施設等において重要な消防用設備等として設けられている可搬消防ポンプ等は、機能を維持するために定期的な点検を行う必要があり、エンジンを中心とした整備に高度な技能が要求される。この可搬消防ポンプ等の点検・整備について必要な知識及び技能を有する者を養成するため「可搬消防ポンプ等整備資格者に関する規程」に基づく講習を行い、可搬消防ポンプ等整備資格者を養成している。

### 認証
高度な消防防災用設備機器・システム等の普及・開発に資するため、次のような認証事業を実施している。

#### 消防用設備等の認定
消防法施行規則第31条の4第1項に規定する登録認定機関として消防用設備等又はこれらの部分である機械器具が設備等技術基準の全部又は一部に適合していることの認定を行っている。

#### 消防防災用設備機器の性能評定
技術革新等により、新しい消防防災用設備機器や消防活動用装備品が開発されていることを踏まえ、認定対象となる消防用設備等以外の消防防災用設備機器の性能を評価するための性能評定を行っている。

#### 性能評価
総務大臣登録検定機関として、消防法（昭和23年法律第186号）第17条の2第1項の規定に基づく特殊消防用設備等の性能評価を実施している。

#### 消防設備システム評価
消防法第17条第3項に定める特殊消防用設備等として総務大臣の認定を受けるものを除き、個々の防火対象物に設置する消防設備システムについて、消防法令により義務づけられている消防用設備等の基準による場合との同等性の判定及び「総合消防防災システムガイドライン」への適合性評価を行っている。

#### 消防防災製品等推奨
消防防災分野において有効に活用できると認められる製品及び高度情報通信技術を用いたシステムを推奨し、消防機関や消費者等に情報提供を行っている。

### 消防防災情報通信システム構築

#### 市町村防災行政無線システム
市町村と集落などを結ぶ市町村防災行政無線システムについて、市町村からの相談に応じ、調査設計、施工監理の業務を受託している。

#### 高機能消防指令センター
地図検索、出動車両の選定、災害通報地点の自動表示などの高度な情報処理機能を組み込んだ高機能消防指令センター及び消防救急デジタル無線システムについて、消防機関から調査設計、施工監理の業務を受託している。

#### 都道府県防災行政無線システム
都道府県と市町村などを結ぶ都道府県防災行政無線システム、災害情報を一元的に管理運用する総合防災情報システム、ヘリコプターテレビ電送システム等について、都道府県から調査設計、施工監理の業務を受託している。

#### 消防救急無線の広域化・共同化
各都道府県から「消防救急無線の広域化・共同化及び消防指令業務の共同運用」等について整備計画の検討・策定、また電波伝搬調査などの業務を受託している。今後は、基本設計・実施設計に続き、工事施工監理業務を受託していくこととしている。

### 国際協力
災害から住民の生命、身体及び財産を守ることを世界各国の共通課題として、途上国の発展に寄与すべく資金協力、技術協力、援助活動等の国際協力業務を行っている。

### 調査研究
火災をはじめ各種災害の防止・被害の軽減、原因究明などのため、次のような調査研究に取り組んでいる。

#### 受託研究
消防防災に関する専門研究機関として、消防庁及びその他団体から各種のテーマについての調査研究を受託し、幅広い分野で質の高い研究を行っている。

#### 自主研究
事業を推進する中で培われたノウハウを生かし実践的かつ具体的なテーマに重点をおき、自主研究として調査研究を行っている。

#### 研究助成
消防防災用設備等研究基金により消防業界共通の研究や製品の開発・普及に資するための研究テーマを選定し、所要の助成を行っている。

### 刊行物等
消防法令や消防防災関係の知識技術の普及に役立つよう、次のような刊行物等の作成頒布を行っている。

#### 刊行物
消防関係法令集、消防設備士受験準備用の参考書、及び消防・防災関係の点検を行う際に必要な実務書等、消防防災関係者のための図書を発行している。

#### 機関誌
機関誌として「月刊フェスク」を、昭和56年10月から、毎月、消防防災関係者等に消防防災に関する最新の情報を提供することを目的として発行、関係法令の制定・改正の速報、解説、関係通達・通知、防災関連情報等を掲載し、消防防災関係者に最新の情報提供を行っている。

### 消防防災業務の推進
各都道府県消防設備協会や各消防防災事業団体と緊密な連携を図り、消防用設備等及び特殊消防用設備等の適正な保守業務の推進や防火対象物の防火安全の徹底を図るための各種事業を行っている。

### 消費者保護（防災製品PLセンター）
防災製品PLセンターは、平成7年7月の製造物責任法の施行に伴い、防災製品の事故に係る相談、苦情処理、紛争処理等を行う裁判外紛争処理機関（ADR機関）として設立された。平成16年7月からは防災製品に係る事故情報の収集・公表を行い、類似・関連事故の再発防止に向けて迅速かつ適切な対応をとっている。

### 違反是正支援（違反是正支援センター）
平成13年9月に発生した歌舞伎町ビル火災を契機として、違反是正を厳正に執行できるよう消防法の改正が行われた。これを受け全国の消防機関が行う防火対象物の違反是正を側面から支援するため、違反是正支援センターを設置、消防職員を対象とした違反是正研修会、各種印刷物、参考図書の発刊等を行っている。

### 大阪支所
消防用設備等の認定、消防防災用設備機器の性能評定、消防設備システム評価等の認証事業、市町村防災行政無線や高機能消防指令センター等の設計・施工・監理事業等を行っている。

### 名古屋事務所
自衛消防業務講習、防火対象物点検資格者講習、防災管理点検資格者講習、防火・防災管理講習等を行っている。

### 情報発信

#### 消防・危機管理用具研究協議会（CFASDM：シーファスダム）
特殊災害や大規模災害の発生時に消防機関が使用する消防活動用資機材、また市民が避難する際に使用する呼吸用保護具などの防災製品の適切な基準及び品質・性能の評価について調査・研究等を行っている。

#### WEBサイト「消防車両情報サイト」
消防車両情報サイトは、消防車両の仕様書や工夫事例のほか、車両の装備・積載品等の情報を掲載した情報サイトの運営管理を行っている。

#### 海外消防情報センター
諸外国における消防防災に関する情報を収集し、分類整理を行うとともに、日本の消防防災に関する法令・制度・消防用設備に係る情報等を諸外国に紹介している。

#### 消防防災関係者向け会員制WEBサイト「消防交流広場」
消防防災関係者に向けて、消防防災に係る有益な情報の提供や共有、意見交換を目的としたソーシャル・ネットワーキング・サービス「消防交流広場」を運営している。